# Міністр оборони Литви

Герб Міністерства охорони краю

|  | Службовий список статей, створений для координації робіт з розвитку теми. Це попередження не встановлюється на інформаційні списки і глосарії. |

## Литовська Республіка 1918–1940
- Міколас Вялікіс — 11 листопада 1918 — 26 грудня 1918 року;[1]
- Йонас Віляйшіс — 26 грудня 1918 — 5 березня 1919 року;[1]
- Антанас Мяркіс — 13 березня 1919 — 2 жовтня 1919 року;[1]
- Пранас Лятукас — 7 жовтня 1919 — 15 червня 1920 року;[1]
- Константінас Жукас — 19 червня 1920 — 18 січня 1922 року;[1]
- Баліс Сліжіс — 2 лютого 1922 — 17 червня 1924 року;[1]
- Тяодорас Даукантас — 18 червня 1924 — 19 вересня 1925 року;[1]
- Ляонас Бістрас — 25 вересня 1925 — 31 травня 1926 року;[1]
- Йозас Папячкіс — 15 червня 1926 — 17 грудня 1926 року;[1]
- Антанас Мяркіс — 17 грудня 1926 — 19 вересня 1929 року;[1]
- Йонас Варякоїс — 23 вересня 1929 — 24 березня 1938 року;[1]
- Стасіс Раштікіс — 24 березня 1938 — 5 грудня 1938 року;[1]
- Казіс Мустяйкіс — 5 грудня 1938 — 15 червня 1940 року.[1]

## Литовська Республіка з 1990
- Аудрюс Буткявічюс — 10 жовтня 1991 — 27 жовтня 1993 року;[2]
- Лінас Лінкявічус — 28 жовтня 1993 — 19 листопада 1996 року;[2]
- Чясловас Вітаутас Станкявічус — 10 грудня 1996 — 9 листопада 2000 року;[2]
- Лінас Лінкявічус — 19 листопада 2000 — 14 грудня 2004 року;[2]
- Ґядімінас Кіркілас — 7 грудня 2004 — 5 липня 2006 року;[2]
- Йозас Олякас — 12 липня 2006 — 9 грудня 2008 року;[2]
- Раса Юкнявічене — 9 грудня 2008 — 13 грудня 2012 року;[2]
- Йозас Олякас — з 13 грудня 2012 року.[2]